# Vou continuar
Vou continuar é o segundo álbum de estúdio do cantor de música gospel Alex Gonzaga, lançado pela MK Music em junho de 2003.

## Faixas
1. Quero Celebrar
2. Amor Maior
3. Diz Que Sim
4. Vou Continuar
5. Por Que Sofrer?
6. No Sangue De Jesus
7. Meu Amor É Você
8. Confio Em Ti
9. Novo Coração
10. Portas Abertas
11. Tua Presença
12. Bom Dia, Amigo

## Clipes
- Vou continuar
- Diz que sim